# Nokia 5130 XpressMusic
Nokia 5130 XpressMusic – telefon komórkowy fińskiego koncernu Nokia. Jest to telefon muzyczny. Posiada specjalne klawisze muzyczne, służące odpowiednio do: przewijania utworów do tyłu, odtwarzania/pauzy oraz przewijania utworów do przodu. W uzupełnieniu posiada aparat o rozdzielczości 2 MPix, obsługuje karty microSD do plików muzycznych, zdjęć, nagrań wideo, kontaktów i innych. Został wyposażony w radio z RDS, przeglądarkę Opera mini, Bluetooth 2.0, Flash Lite 3.0 i Java MIDP 2.1 z dodatkowymi Java API. Telefon komórkowy korzysta z Nokia PC Suite i Nokia Care.

## Dane ogólne
- System (GSM): 850, 900, 1800, 1900
- Wysokość (mm): 107,5
- Szerokość (mm): 46,7
- Grubość (mm): 14,8
- Masa (g): 88
- Bateria: Li-Ion 1020 mAh (BL-5C)
- Czas czuwania (h): 288
- Czas rozmów (min): 240
- Wyświetlacz: 240 × 320 px, 256 tys. kol.

## Łączność
- Bluetooth 2.0 + EDR
- CSD
- HSCSD
- GPRS
- EDGE
- WAP 2.0
- Micro USB
- AV 3,5 mm
- USB Mass Storage

## Wiadomości
- Krótkie wiadomości (IM, MMS+SMIL, SMS)
- Słownik SMS T9
- Długie wiadomości
- MMS
- Protokoły e-mail (IMAP4, POP3, SMTP)
- Funkcje powiadamiania – Flash SMS

## Zasilanie i bateria
- Złącze ładowarki – 2,0 mm
- Model i pojemność baterii – BL-5C 3,7 V 1020 mAh
- Czas rozmów do 6 h
- Czas czuwania do 12 dni
- Czas słuchania muzyki do 21 h

## Multimedia
- Aparat – 2 MPix
- Rozdzielczość zrobionych zdjęć – 1600 × 1200 px
- Format zdjęć – JPEG
- Czterokrotny zoom cyfrowy
- Rozdzielczość nagrywania wideo – 176 × 144 px
- Nagrywanie/odtwarzanie wideo klatek – 15 fps
- Formaty nagrywania wideo – MPEG-4
- Format odtwarzania wideo – 3gpp (H.263), H.264/AVC, MPEG-4
- Formaty graficzne – BMP, GIF87a, GIF89a, JPEG, PNG, WBMP
- Wersja tematów – Series 40 Theme v3.0
- Funkcje audio – Korektor Audio, Odtwarzacz muzyczny, Nagrywanie AMR
- Formaty audio – AAC, AMR-NB, AMR-WB, eAAC, eAAC +, MIDI (polifonia 64bit), MP3, MP4, SP-MIDI, True Tone, WMA

## Dodatkowe informacje
- Możliwość podłączenia głośniczków Nokia MD-6
- Profile Bluetooth – A2DP, AVRCP, DUN, FTP, GAP, GAVDP, GOEP, HFP, HSP, OPP, PAN, PBAP, SAP, SDAP, SPP
- Maksymalny rozmiar pliku JAR – 1 MB
- Posiada Ovi Store
- SyncML

## Inne funkcje
- Gry (Snake III, Guitar Rock World, Rally 3D, Bounce Tales)
- Budzik
- Możliwość ściągania map (Nokia Map Loader)
- Aplikacje w formacie Java J2ME
- Wyszukiwarka Yahoo!
- Przeglądarka Opera